# 阿部正己
阿部 正己（あべ まさき、1879年3月23日 - 1946年3月15日）は、日本の歴史家。
1879年（明治12年）3月23日、阿部拓弥の長男として松嶺町（現・酒田市）に生まれる。1900年（明治33年）荘内中学校（山形県立鶴岡南高等学校）卒業。哲学館（現・東洋大学）卒業。
北海道庁に入庁し、北海道史編纂係となって作業に没頭。1918年（大正7年）同職辞任、酒田に戻り酒田町史編纂主務。光丘文庫（図書館）勤務。1931年（昭和6年）城輪柵址発掘調査を指導し、石原重俊らと共に本楯国府跡を調査。
のちに酒田市当局と意見が合わず市史出版作業が中絶し、資料は市史稿として残された。
1946年（昭和21年）3月15日、死去。酒田市松山の総光寺に墓がある。

## 著書
- 『出羽國分寺遺址調査 : 附出羽國府位置』阿部正己（自費出版）、1923年。
  - “新刊紹介「出羽国分寺遺址調査」”. 歴史と地理 (星野書店) 13 (4):  417. (1924-04).
- 『川俣茂七郎』阿部正巳（自費出版）、1925年。
- 1926年（大正15年） - 『飛鳥村の一里塚』 一里塚保存会（出版）
- 1929年（昭和4年） - 『伊藤鳳山』 伊藤鳳山伝記刊行会（出版）
- 1932年（昭和7年） - 『郷土研究叢書 第2集 城輪の出羽柵址及国分寺址調査』 山形県郷土研究会（編纂・出版）
- 1935年（昭和10年） - 『最上川交通運漕史』 自費出版
- 1936年（昭和11年） - 『荘内藩の下総印幡沼疏水開鑿顛末』 自費出版
  - 『荘内藩の下総印幡沼疏水開鑿顛末』（「歴史地理」第68巻・第2号抜刷）
  - 『庄内における五人組掟の起源と飽海郡観音寺村塚淵の五人組掟』 （「経済史研究」第16巻・第3号抜刷） 日本経済史研究所（出版）
- “山形縣藤嶋町発掘の丸木船”. 考古学雑誌 (日本考古学会) 27 (7). (1937-07).
- 1937年（昭和12年） - 『郷土研究叢書 第7集 山形県金石文集』 山形県郷土研究会（編纂・出版）
  - 『荘内藩の品川五番台場警衛』 （「軍事史研究」第2巻第2・3号抜刷）
  - 『南北朝時代に於ける出羽三山に就いて』 （「斎藤報恩会時報」第131号別刷）
- 1938年（昭和13年） - 『荘内製塩史考』（「社会経済史学」第8巻 第1号別刷） 社会経済史学会（出版）
  - 『出羽國分寺』 （角田文衛編「国分寺の研究」別刷）
- “立谷沢城址調査書”. 軍事史研究 (軍事史学会) 3 (6):  1 - 18. (1938-12).
- 1939年（昭和14年） - 『羽黒山鏡ケ池の古鏡』 松山町（出版）
- 1940年（昭和15年） - 『史蹟名勝天然紀念物調査報告 第11集 出羽の三山』 山形県（出版）
- 1941年（昭和16年） - 『史蹟名勝天然紀念物調査報告 第12集 出羽の三山』 山形県（出版）
  - 『荘内藩の蝦夷地屯田警備と北蝦夷の警備』 （「軍事史研究」5巻6巻抜刷）
- 1962年（昭和37年） - 『酒田火災史綴』 北冥文庫（出版）
- 1974年（昭和49年） - 『山形県史蹟名勝天然紀念物調査報告』 安斎徹・橋本賢助（共著者） 名著出版（出版）
- 1978年（昭和53年） - 『木公山舎随筆』 松山町史編纂委員会（出版）
- 1981年（昭和56年） - 『松山藩要職畧解：阿部正己資料』 松山町史編纂委員会（出版）
- 1982年（昭和57年） - 『城輪の出羽棚址及び国分寺址調査』 国書刊行会（出版）
- 1986年（昭和61年） - 『出羽三山史』 阿部久書店（出版）
- 1996年（平成8年） - 『庄内と地震 記録集成』（第7集～第9集） 山口寿（編纂・出版）

### 編纂
- 出版年不明 - 『荘内藩蝦夷地警衛史略年表』 自費出版
- 1937年（昭和12年） - 『荘内人名辞書』 言霊書房（出版）
- 1983年（昭和58年） - 『アイヌ関係著作集』 北海道出版企画センター（出版）
  - 『英国人アイヌ墳墓発掘事件』 北海道出版企画センター（出版）
  - 『札幌県旧土人沿革調査』 北海道出版企画センター（出版）
  - 『十勝国旧土人沿革調査』 北海道出版企画センター（出版）
  - 『根室県旧土人資料』 北海道出版企画センター（出版）
- 1984年（昭和59年） - 『三県時代旧土人教育史』 北海道出版企画センター（出版）
  - 『色丹島旧土人沿革』 北海道出版企画センター（出版）
  - 『対雁移住旧樺太土人沿革』 北海道出版企画センター（出版）
  - 『アイヌ叢説』（1巻～2巻） 北海道出版企画センター（出版）
  - 『アイヌ叢誌』（1巻～2巻） 北海道出版企画センター（出版）
- 1985年（昭和60年） - 『アイヌ叢誌』（3巻～6巻） 北海道出版企画センター（出版）
  - 『アイヌ関係新聞記事 自明治二十年 至大正八年』 北海道出版企画センター（出版）